# Cis aurosericeus
Cis aurosericeus là một loài bọ cánh cứng trong họ Ciidae. Loài này được Reitter miêu tả khoa học năm 1887.